# 熊亮臣
熊亮臣（1915年—1985年），男，苗族，贵州罗甸人，中国军事人物，曾任贵州省民委副主任，第四、五、六届全国政协委员。